# Ferenc Keserű (Radsportler)
Ferenc Keserű (* 12. Dezember 1946 in Pécs; † 12. Februar 2019 oder früher) war ein ungarischer Radrennfahrer und nationaler Meister im Radsport.

## Sportliche Laufbahn
Keserű war im Straßenradsport und im Bahnradsport aktiv. Er war Teilnehmer der Olympischen Sommerspiele 1968 in Mexiko-Stadt und belegte dort den 41. Platz im Straßenrennen. 1965 gewann er eine Etappe in der Ungarn-Rundfahrt. Er war ein sehr vielseitiger Fahrer und konnte in den verschiedensten Disziplinen des Radsports Erfolge erzielen. 1969 (47.) und 1970 (62.) war er am Start der Internationalen Friedensfahrt.
Keserű wurde ungarischer Meister:
- im Querfeldeinrennen 1967
- in der Einerverfolgung 1968
- in der Mannschaftsverfolgung mit Vasas SC (mit András Baranyecz, László Magyar und Attila Petróczy)
- im Zweier-Mannschaftsfahren mit László Magyar 1969
- im Straßenrennen 1967 und 1969
- im Mannschaftszeitfahren 1969 Vasas SC (mit László Bojtor und József Tóth).

1970 gewann er mit Ungarn (Ferenc Keserű, György Rajnai, Tamás Magyar, István Hirth) den Internationalen Olympia-Preis der DDR gegen eine starke Konkurrenz internationaler Vierer-Mannschaften.
Bei den UCI-Straßen-Weltmeisterschaften war er mehrfach am Start. Seine besten Resultate waren der 14. Platz im Mannschaftszeitfahren 1970 und der 18. Platz im Einzelrennen 1968.
1960 bis 1965 fuhr Keserű für den Verein Spartacus SC Pécs, 1966 bis 1970 war er für Vasas Budapest am Start. Von 1967 bis 1970 war er Mitglied der Nationalmannschaft.
Ferenc Keserű wurde am 15. Februar 2019 in der Gemeinde Alsóörs im Kreis Balatonfüred beerdigt.